# باشگاه فوتبال اتلتیکو پانتوجا
باشگاه اتلتیکو پانتوجا یکی از دو تیم حرفه‌ای فوتبال مستقر در سانتو دومینگو، جمهوری دومینیکن است. این تیم که در سال ۱۹۹۹ تأسیس شد، در حال حاضر در لیگ فوتبال دومینیکن، دسته برتر فوتبال دومینیکن بازی می‌کند. رقیب سنتی آنها او و ام است.

## افتخارات
- لیگ فوتبال دومینیکن: ۳ قهرمانی
- لیگ برتر جمهوری دومینیکن: ۳ قهرمانی
- مسابقات ناسیونال: ۲ قهرمانی
- جام باشگاه‌های کارائیب: ۲ قهرمانی